# 柳茂川
柳茂川（1940年—），祖籍浙江台州臨海，出生於四川涪凌，幼時移居台灣桃園及台北，是中華民國台灣的政治活動家、作家、前黑幫人士。曾有中國國民黨籍，曾經擔任國民黨西班牙分部常委兼書記、全歐反共愛國聯盟主席及召集人。1980年代曾投入國民黨內競選副總統提名。中華民國政黨「台灣我們的黨」創辦人及負責人。
學生時期曾參與幫派活動而知名於當代，曾為「新文山幫」創始人，隨後加入竹聯幫為領導人之一，綽號「灰鴨」。

## 略歷

### 成長背景
柳茂川於1940年出生於中國四川涪凌，家族為軍人世家，祖父輩及父執輩都是中華民國的職業軍人，母親後為台北市第三、四屆市議員。1949年間，因國共內戰與其家人一同隨國民黨撤退台灣，隨後遷居至桃園市居住。小學時期就時常與讀中學的堂哥搭車到台北，結識當地的校園幫派份子，開始與各地校園幫派人士往來。

### 學生時期
中學時期就讀台北師大附中時，便常與校園幫派份子發生鬥毆，並結識了當時尚未加入幫派的陳啟禮成為好友。高中時期就讀文山中學時，再度擴展幫派人脈，結識當地文山幫、四海幫份子，進而成為當地學生幫派間的領導人物。
1958年間，柳茂川加盟文山幫，並重整為「新文山幫」，被視為新文山幫的領導人。三年後，為對抗組織龐大及氣焰囂張的四海幫，柳茂川加盟竹聯幫，並促成文山幫、竹聯幫、三張犁、血盟、北聯幫等五個幫派組成「反四海聯盟」與之抗衡，柳茂川也因此知名於當代成為大哥級人物。
1960年代至1970年代間，柳茂川在竹聯幫被視為是幕後領導者，在與陳啟禮及各派系之間協助取得勢力平衡，為竹聯幫發展過程中扮演著不可或缺的角色貢獻良多，並與陳啟禮並稱為「南陰北險」。竹聯幫在柳茂川主持下，廣納各地精銳人士，成立竹聯幫的第一個堂口「戰鬥堂」培養精銳成員，稱為「天下第一堂」。同時柳茂川在就讀淡江管理學院時期，即擔任國民黨黨部小組長與黨部委員，學習政黨相關事務，逐步發展政治之途。

### 黨務時期
1970年間，柳茂川離開台灣赴西班牙馬德里大學留學，淡出竹聯幫核心。在歐洲留學期間，擔任國民黨駐西班牙直屬分部常委兼書記，並在1972年間主持召開全歐反共愛國聯盟會議，並當選全歐反共愛國聯盟主席、全歐黨務召集人等職務。最終因與黨內意見不合，辭去黨務工作，於1973年因父親過世回至台灣，並在前國大代表郭驥的中央便民小組擔任秘書，從事政治研究及工作，服務民間基層與僑胞。
1976年，陳啟禮出獄後重返竹聯幫，邀請柳茂川重新出馬協助主持竹聯幫，柳茂川做為幕後推手輔助陳啟禮發展竹聯幫茁壯成長，協調吸收如三環幫等各地幫派擴大勢力，並在1980年代前導入多元建堂的概念，廣設分支堂口迅速壯大竹聯幫的組織架構。柳茂川保持從事與國民黨相關的政治工作者，時常往返美國及台灣兩地，卻也身兼竹聯幫主持人的奇特雙重身份頗長一段時間。
1980年代初，柳茂川在國民黨元老薛岳、周至柔、郭驥等人的徵召支持下，培養競選黨內副總統提名。並在1988年間於美國舊金山宣佈回台灣競選國民黨內副總統提名，主張「反對台獨，民主統一，統一後由台人治台」等政治理念，經由國內外媒體報導，引發朝野各界關注。最終因政治理念與國民黨相左，1990年代後便淡出政治活動旅居海外也逐步遠離幫派。

### 現今
2010年6月，組織成立「台灣我們的黨」政黨，再次投入政治活動，並經內政部核准成為中華民國第168個合法政黨。
2020年2月，出版撰寫書籍《竹聯：我在江湖的回憶》，為台灣第一本由幫派主持人所親自撰寫的回憶錄，書中內容紀錄柳茂川與陳啟禮的幫派往事，以及談論江南案、林宅血案、陳文成事件、陳永和命案等相關事件，他認為林義雄是位謙謙君子，不可能與江湖人士有深仇大恨，且江湖兄弟絕不殺女人與小孩。犯案的唯一原因應該是政治因素，有可能是體制外的人受命而為。陳文成離奇死亡，生前是被警總帶走，之後就不明不白死在臺大，案情矛頭當然指向在威權政治時代令人不寒而慄的警總。這些直爽的言論引起各大媒體關注採訪。

## 軼聞
台灣舉行1984年中華民國總統選舉時，柳茂川當時在美國就已公開宣傳自己要競選國民黨內副總統提名，而被當地部份華裔人士戲稱柳茂川為「李登輝」。
江南案發生前夕，柳茂川指稱陳啟禮與帥嶽峰抵達美國洛杉磯時，便找上他告知刺殺江南一事，並陪伴陳啟禮去舊金山江南住處勘查地形、規劃槍殺和逃亡路線。事發後他跟陳啟禮說此事已涉及國民黨高層權力鬥爭，陳啟禮隨時可能會被滅口，他遂建議陳啟禮錄製自白錄音帶，假使他日出事，可當呈堂證供，保住一條命。
柳茂川在出版撰寫的書籍提到，學生幫派時期曾同時身兼文山幫、竹聯幫、血盟三個幫派的主持人，並推動跨地區的幫派結盟，與陳啟禮被推舉為雙首長制的領導人。記者訪問過程中，忍不住問：「既是如你說的這樣少年風光，何以都Google不到？」柳茂川笑咪咪地說：「啟禮比較誇張一點，比較外在，我呢，比較低調一點、比較收斂一點，呵呵。」
前血盟幫人士向拔京接受媒體採訪表示，柳茂川旅美期間曾向竹聯幫精神領袖「鴨霸子」陳啟禮誇下海口表示，在美國只要一通電話可以動用兩萬名人士協助陳啟禮執行江南案等任務，但實際狀況卻有極大落差，並表示「我們從小就知道柳茂川吹牛可以吹上天」等語批評柳茂川。竹聯幫大老「白狼」張安樂亦在採訪中表示「柳茂川今天在竹聯的地位，都是靠陳啟禮的光環」，暗指柳茂川出版回憶錄只為沽名釣譽。具黑幫背景的作家董念台亦在撰寫網路專欄中直接批評柳茂川「滿嘴跑馬」、「騙貨」等語。

## 個人著作
- 柳茂川.  初版. 臺灣: 大是文化. 2020-02-03. ISBN 9789579654548.